# 泰国网
泰国网是面向泰国华人的泰国中文门户网站，于2008年推出。前身为泰国华人论坛，建设初衷仅是建立一个在泰华人的交流社区。2014年8月，创始人王新宇以双拼“taiguo”（即“泰国”的汉语拼音拼写）域名收购，2016年9月21日改为现名并正式启用。现为新泰日报旗下媒体网站。
泰文网于2017年上线，主要为中国方面的新闻。